# Selma Björnsdóttir
Pour les articles homonymes, voir Selma (prénom).
Selma Björnsdóttir ou Selma est une chanteuse islandaise, née le 13 juin 1974 à Reykjavik. 
Elle représente à deux reprises l'Islande au Concours Eurovision de la chanson :
- en 1999 avec All Out Of Luck (auteur : Þorvaldur Bjarni Þorvaldsson ; compositeurs : Þorvaldur Bjarni Þorvaldsson, Selma Björnsdóttir et Sveinbjörn I. Baldvinsson) ; elle se classe 2e sur 23.
- en 2005 avec If I Had Your Love (auteurs : Selma Björnsdóttir et Linda Thompson ; compositeurs : Thorvaldur Bjarni Thorvaldsson et Vignir Snær Vigfússon) ; elle se classe 16e sur 25 en demi-finale, ce qui ne lui permet pas d'accéder à la finale.

En 2009, Selma intègre le jury de la quatrième saison d'Idol stjörnuleit, la version islandaise de Nouvelle Star.